# 八家户街道
八家户街道，旧名天津路街道，是中华人民共和国新疆维吾尔自治区乌鲁木齐市新市区下辖的一个街道办事处。

## 行政区划
八家户街道下辖以下村级行政区划单位：
东方社区、建新社区、鸿阳社区、新慧社区、八家户社区、河滩北路西社区、鲤鱼山南路社区。